# التفكير الرغبي (فلم)
التفكير الرغبي (بالإنجليزية: Wishful Thinking) هو فيلم كوميدي رومانسي أنتج عام 1997 من إخراج آدم بارك وبطولة درو باريمور وجينيفر بيلز وجيمس ليجروس وجون ستيوارت.